# Mannhof (Oberscheinfeld)
Mannhof  (fränkisch: Mannhouf) ist ein Gemeindeteil des Marktes Oberscheinfeld im Landkreis Neustadt an der Aisch-Bad Windsheim (Mittelfranken, Bayern). Mannhof liegt in der Gemarkung Stierhöfstetten.

## Geografie
Die Einöde liegt auf freier Flur am Sommerranken. Unmittelbar östlich entspringt der Postseebach, ein rechter Zufluss des Krettenbachs. Ein landwirtschaftlicher Verkehrsweg führt nach Stierhöfstetten (1,7 km nordöstlich) bzw. zur Staatsstraße 2257 (1,2 km südlich).

## Geschichte
Der Ort wurde im 11. Jahrhundert im Vikariatsurbar des Benediktinerinnenklosters Kitzingen als „Oninberg“ erstmals erwähnt. Das zugrundeliegende Oronym hat als Bestimmungswort den Personennamen Onno. Bis ins 16. Jahrhundert hinein war die Rede vom Hof zum Onberg bzw. Anberg, 1584 erstmals „Mannhof“, eine Umdeutung des Ortsnamens. Später gehörte der Gutshof dem Kloster Birklingen, die diesen 1526 an das Hochstift Würzburg übertrugen. Mannhof lag im Fraischbezirk des bambergischen Amtes Oberscheinfeld. Das Juliusspital Würzburg war im 18. Jahrhundert Grundherr des Anwesens.
Mit dem Gemeindeedikt (frühes 19. Jahrhundert) unterstand Mannhof der Ruralgemeinde Stierhöfstetten. Am 1. Januar 1972 wurde Mannhof im Zuge der Gebietsreform in Bayern nach Oberscheinfeld eingemeindet.

### Baudenkmäler
- Haus Nr. 1: Gutshof mit Wohnhaus und Scheune[11]
- Triebstein[11]

### Einwohnerentwicklung
| Jahr      | 1829  | 1861   | 1871   | 1885   | 1900   | 1925   | 1950   | 1961   | 1970   | 1987  |
| Einwohner | 9     | 14     | 10     | 12     | 10     | 12     | 12     | 12     | 4      | 4     |
| Häuser    | 2     |        |        | 1      | 1      | 1      | 1      | 1      |        | 1     |
| Quelle    | [ 9 ] | [ 13 ] | [ 14 ] | [ 15 ] | [ 16 ] | [ 17 ] | [ 18 ] | [ 19 ] | [ 20 ] | [ 1 ] |

## Religion
Herper ist römisch-katholisch geprägt und nach St. Gallus (Oberscheinfeld) gepfarrt.